# Parasitiformes
Parazitiformele (Parasitiformes) sunt un supraordin de acarieni, care posedă 1-4 perechi de stigmate laterale posterior de coxele perechii a doua de picioare și coxele sunt de obicei libere, iar perii tactili și chemoreceptori nu conțin actinochitină. Sunt descrise circa 12 000 specii, care sunt clasificate în 3 ordine: Ixodida, Holothyrida și Mesostigmata. Unii autori includ în parazitiforme și ordinul Opilioacarida, iar alții îl descriu ca un supraordin separat al acarienilor, Opilioacariformes.